# Зарізька сільська рада
Зарізька сільська рада — адміністративно-територіальна одиниця у Оржицькому районі Полтавської області з центром у c. Заріг.
Населення — 1498 осіб.

## Населені пункти
Сільраді були підпорядковані населені пункти:
- c. Заріг